# Claude Guérin
Pour les articles homonymes, voir Guérin.
Claude Guérin, né le 6 juin 1912 à Cholet (Maine-et-Loire) et mort le 23 juin 1959 à Constantine (Algérie), est un militaire et résistant français, compagnon de la Libération. 
Officier Saint-cyrien en poste en Afrique du Nord au début de la seconde guerre mondiale, il décide de se rallier à la France libre. Arrêté par le régime de Vichy, il parvient à s'évader et combat en France et en Allemagne, notamment, à partir de novembre 1944, au sein du 2e groupement de tabors marocains (2e GTM) commandé par le colonel Boyer de Latour.
Après la guerre, il est affecté en Indochine puis en Allemagne mais meurt en service alors qu'il est en poste en Algérie.

## Biographie

### Jeunesse et engagement
Fils d'un officier du 77e régiment d'infanterie, Claude Guérin naît le 6 juin 1912 à Cholet. Suivant les traces paternelles, il entre à l'école spéciale militaire de Saint-Cyr en 1931 dans la promotion "Tafilatet" où il rencontre d'autres futurs compagnons de la Libération tels que Bernard Saint-Hillier ou Pierre de Maismont. Sorti de l'école en 1933, il est affecté au service des affaires indigènes du Maroc.

### Seconde Guerre mondiale
En stage d'observateur en avion à Rabat, au moment où survient l'armistice du 22 juin 1940, Claude Guérin et d'autres camarades officiers refusent les ordres de leur supérieur de se rallier au maréchal Pétain et cherchent à se rallier à la France libre. Le 1er juillet 1940, en compagnie d'Alexandre Ter Sarkissoff, de Paul-Hémir Mezan et de Pierre Puech-Samson, il se déguise en aviateur polonais afin d'embarquer sur un paquebot venant évacuer les troupes polonaises d'Afrique du Nord. Parvenu à Gibraltar, les autorités britanniques lui permettent de partir vers l'Angleterre où il arrive le 17 juillet. Engagé dans les forces françaises libres dont il intègre le service de renseignement, il reçoit d'André Dewavrin la mission de retourner au Maroc en compagnie de son camarade Ter Sarkissoff afin d'y mettre en place un réseau de renseignement. Débarqués à Agadir le 21 septembre suivant, les deux hommes commencent leur mission mais, victimes d'une dénonciation, sont arrêtés le 24 octobre 1940.
Rapatrié en France, Claude Guérin est incarcéré à la prison de Saint-Étienne. Condamné le 25 juin 1941 par la cour martiale spéciale du régime de Vichy à vingt ans de travaux forcés, il est transféré en décembre suivant à la prison de Gannat où il rencontre Edmond Louveau, Claude Hettier de Boislambert et Antoine Bissagnet,. Le 2 décembre 1942, il contribue à l'évasion de Boislambert et Bissagnet mais ne peut s'évader lui-même,. Reconnus coupables de complicité dans cette évasion, Claude Guérin, Edmond Louveau et Alexandre Ter Sarkissoff sont transférés à la prison de Riom où ils rencontrent Jean de Lattre de Tassigny qu'ils aident à évader le 2 septembre 1943,. Le 31 décembre, Guérin, toujours en compagnie de ses deux compagnons, parvient à son tour à s'évader grâce à la complicité du comptable de la prison qui a rendu possible la fabrication de fausses clés leur permettant d'ouvrir les accès à un souterrain menant à l'extérieur,. Hébergé par la Résistance, Claude Guérin intègre en janvier 1944 le maquis du Forez dont il participe aux actions. Le 17 mars, il reçoit l'ordre de retourner à Londres et, pour ce faire, entreprend de passer en Espagne. Après une brève incarcération au camp de Miranda, il parvient en Angleterre le 13 mai et y retrouve Hettier de Boislambert qui le nomme sous-chef d'état-major à la mission militaire de liaison administrative (MMLA).
Promu capitaine, Claude Guérin débarque en Normandie le 22 juin 1944 et assure la liaison entre Londres et les officiers français détachés à la 3e armée américaine. Suivant l'avancée des troupes alliées, il participe à la libération de la Bretagne puis à la libération de Paris le 25 août 1944. Promu commandant, il demande le report de sa promotion afin de pouvoir intégrer la 1re armée et intègre celle-ci le 16 novembre 1944. Affecté au 47e goum du 2e groupement de tabors marocains, il prend part à la bataille des Vosges puis à la bataille d'Alsace où il se distingue particulièrement lors des combats de Sélestat entre le 22 et le 31 janvier 1945. Participant à l'invasion de l'Allemagne, il s'illustre le 15 avril 1945 à Bühl en s'emparant de la position de Kurhaus-Sand en faisant une vingtaine de prisonniers puis, quatre jours plus tard, en prenant le village de Zell am Harmersbach. En mai 1945, Claude Guérin et son unité entrent en Autriche et occupent la région du Vorarlberg.

### Après-guerre
En novembre 1945, Claude Guérin est muté à la mission de liaison et d'inspection mobile de l'organisation de l'armée. Il participe ensuite à la guerre d'Indochine avant de retourner en Allemagne au sein des Forces françaises en Allemagne (FFA). Promu lieutenant-colonel et affecté en Algérie, Claude Guérin meurt le 23 juin 1959 à Constantine. Il est inhumé à Nice.

## Décorations
|  |  |  |
|  |  |  |
|  |  |  |
|  |  |  |
|  |  |  |

| Officier de la Légion d'honneur                         | Officier de la Légion d'honneur                         | Officier de la Légion d'honneur                         | Compagnon de la Libération                                  | Compagnon de la Libération                                  | Compagnon de la Libération                                  | Croix de guerre 1939-1945                                            | Croix de guerre 1939-1945                                            | Croix de guerre 1939-1945                                            |
| Croix de guerre T.O.E                                   | Croix de guerre T.O.E                                   | Croix de guerre T.O.E                                   | Médaille de la Résistance française Avec rosette            | Médaille de la Résistance française Avec rosette            | Médaille de la Résistance française Avec rosette            | Médaille des évadés                                                  | Médaille des évadés                                                  | Médaille des évadés                                                  |
| Croix du combattant volontaire de la Résistance         | Croix du combattant volontaire de la Résistance         | Croix du combattant volontaire de la Résistance         | Médaille coloniale Avec agrafes "Maroc" et "Extrême-Orient" | Médaille coloniale Avec agrafes "Maroc" et "Extrême-Orient" | Médaille coloniale Avec agrafes "Maroc" et "Extrême-Orient" | Médaille commémorative des services volontaires dans la France libre | Médaille commémorative des services volontaires dans la France libre | Médaille commémorative des services volontaires dans la France libre |
| Médaille commémorative française de la guerre 1939-1945 | Médaille commémorative française de la guerre 1939-1945 | Médaille commémorative française de la guerre 1939-1945 | Médaille commémorative de la campagne d'Indochine           | Médaille commémorative de la campagne d'Indochine           | Médaille commémorative de la campagne d'Indochine           | Commandeur de l'Ordre du Ouissam alaouite (Maroc)                    | Commandeur de l'Ordre du Ouissam alaouite (Maroc)                    | Commandeur de l'Ordre du Ouissam alaouite (Maroc)                    |
| Officier de l'Ordre du Mérite civil Taï Pays Taï        |                                                         |                                                         |                                                             |                                                             |                                                             |                                                                      |                                                                      |                                                                      |